# Buddleja polystachya
Buddleja polystachya är en flenörtsväxtart som beskrevs av Johann Baptist Georg Wolfgang Fresenius. Buddleja polystachya ingår i släktet buddlejor, och familjen flenörtsväxter. Inga underarter finns listade i Catalogue of Life.